# インターロイキン-1

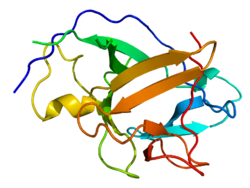
インターロイキン-1αのリボン図。

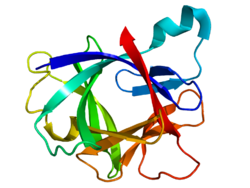
インターロイキン-1βのリボン図。

インターロイキン-1 (英:Interleukin-1、IL-1) はサイトカインと呼ばれる生理活性物質の一種であるインターロイキンの中でも最初に同定された分子である。炎症反応に深く関与し、炎症性サイトカインと呼ばれるグループに含まれる。IL-1には現在IL-1αとIL-1βの2種類が同定されている。IL-1はもともと内因性発熱物質やリンパ球活性化因子などとして発見された。その後1984年-1985年にIL-1α及びβの2種類が存在することが明らかになり、これらが同一のインターロイキン-1受容体に結合して生理作用を発現することも分かった。2種類のIL-1の間に生理作用の差はないものと考えられている。また、近年ではIL-18もIL-1ファミリーに含まれると考えられている。

## 構造
IL-1は分子量17.5kDaのタンパク質である。構造中に12個のβシート構造を有する。
以下にIL-1のアミノ酸配列を示す(NCBIより引用)。

### IL-1α前駆体
1　 makvpdmfed lkncysenee dsssidhlsl nqksfyhvsy gplhegcmdq svslsisets
61  ktskltfkes mvvvatngkv lkkrrlslsq sitdddleai andseeeiik prsapfsfls
121 nvkynfmrii kyefilndal nqsiirandq yltaaalhnl deavkfdmga yksskddaki
181 tvilrisktq lyvtaqdedq pvllkempei pktitgsetn llffwethgt knyftsvahp
241 nlfiatkqdy wvclaggpps itdfqilenq a

### IL-1β前駆体
1   maevpelase mmayysgned dlffeadgpk qmkcsfqdld lcpldggiql risdhhyskg
61　frqaasvvva mdklrkmlvp cpqtfqendl stffpfifee epiffdtwdn eayvhdapvr
121 slnctlrdsq qkslvmsgpy elkalhlqgq dmeqqvvfsm sfvqgeesnd kipvalglke
181 knlylscvlk ddkptlqles vdpknypkkk mekrfvfnki einnklefes aqfpnwyist
241 sqaenmpvfl ggtkggqdit dftmqfvss

## 成熟
IL-1α及びIL-1βは共に前駆体タンパク質(アミノ酸残基数 IL-1α:271,IL-1β:269)として産生されるが、その後酵素により構造の一部を切断されることにより成熟体となる(プロセシング)。この過程に関与する酵素はIL-1αとIL-1βではそれぞれ異なり、IL-1αはカルパインと呼ばれる酵素により行われる。一方IL-βはカスパーゼ-1(別名IL-1β変換酵素、英:IL-1β Converting Enzyme、ICE)などから構成されるインフラマソームと呼ばれるタンパク質複合体により産生されることが知られている。成熟後のIL-1α、IL-1βはそれぞれ159及び153アミノ酸残基であり、それぞれの間での配列類似性は低いが類似した高次構造を示す。

## 受容体
先に述べたとおりIL-1は細胞膜表面のIL-1受容体を介して作用することが知られている。このIL-1受容体にはタイプI(IL-1RI)及びタイプII(IL-1RII)の2つのサブタイプが存在する。これらの受容体は細胞膜を1回貫通する構造をとっており、細胞外ドメインと細胞内ドメインに大きく分けて考えられる。細胞外ドメインは免疫グロブリン様構造を有する一方、細胞内ドメインの構造はToll様受容体(英:Toll-like Receptor、TLR)と配列類似性が高く、Toll/IL-1受容体相同領域(TIRドメイン)と呼ばれる。IL-1RIIは細胞内ドメインをほぼ欠損しているためシグナル伝達には関与しないがIL-1との結合能は持っているため、IL-1とIL-1RIとの結合を阻害しむしろ抑制的に働く(以降、細胞内ドメインを持つIL-RIをIL-1受容体と表記する)。さらにIL-1に対する可溶性受容体が存在することが明らかになっており、IL-1をトラップすることによりシグナル伝達を阻害している。

## シグナル伝達
リガンドの結合による細胞内シグナル伝達経路はTLRと同様であり、以下の通りである。まず、IL-1受容体のTLRにアダプタータンパク質であるミエロイド系分化因子88(英:Myeloid Differentiation Protein-88、MyD88)を介してセリン/スレオニンキナーゼであるIL-1受容体関連キナーゼ(英:IL-1 Receptor Associating Kinase、IRAK)を活性化する。さらにIRAKの下流にあるアダプタータンパク質TRAF-6(TNF Receptor-associated Factor-6)を介して炎症反応に関与するNFκB(Nuclear Factor κB)やMAPキナーゼ等の活性化を引き起こし、転写活性を示す。

## 生理活性
IL-1の生理作用は多岐にわたる。炎症時における発熱や急性期タンパク質の産生誘導への関与をはじめとし、リンパ球、単球及び顆粒球などの免疫系細胞の増殖促進、あるいは血管内皮細胞への接着促進、破骨細胞活性の増強などである。

## 産生細胞
IL-1は単球をはじめ、樹状細胞や好中球、T細胞、B細胞、マクロファージ、内皮細胞など様々な細胞によって広く産生される。

## IL-1受容体アンタゴニスト
IL-1受容体アンタゴニスト(英:Interleukin-1 Receptor Antagonist、IL-1Ra)とはIL-1受容体に結合してIL-1α及びIL-1βと競合的に拮抗し、IL-1の生理活性の発現に対して抑制的に働くタンパク質である。IL-1のそれぞれに対して相同性を示す。IL-1とIL-1Raのバランスが崩れ、IL-1優位になったときに関節リウマチなどの疾患が生じる。関節リウマチ治療薬としてIL-1受容体拮抗薬アナキンラ(英:Anakinra)が開発されているが、日本ではまだ使用が認可されていない。